# Cheekanalli, Somvarpet
Cheekanalli là một làng thuộc tehsil Somvarpet, huyện Kodagu, bang Karnataka, Ấn Độ.